# Beyond Sanctorum
Beyond Sanctorum è il secondo album in studio del gruppo musicale svedese symphonic metal Therion. In origine fu pubblicato nel 1992 dalla Active Records, successivamente è stato ristampato dalla Nuclear Blast Records. È l'ultimo disco della band in cui sono ancora ben presenti sonorità prettamente death metal.

## Tracce
1. Future Consciousness – 5:00
2. Pandemonic Outbreak – 4:21
3. Cthulhu – 6:12
4. Symphony of the Dead – 6:49
5. Beyond Sanctorum – 2:36
6. Enter the Depths of Eternal Darkness – 4:46
7. Illusions of Life – 3:20
8. The Way – 11:06
9. Paths – 2:03
10. Tyrants of the Damned – 3:43

### Riedizione
L'album fu ripubblicato nel 2000 con le tracce bonus:
1. Cthulhu - 6:10
2. Future Consciousness - 5:07
3. Symphony of the Dead - 6:13
4. Beyond Sanctorum - 2:29

## Formazione
- Christofer Johnsson - voce, chitarra, basso
- Peter Hansson - chitarra, tastiera, basso
- Oskar Forss - batteria